# جوزف دوب
جوزف دوب (انگلیسی: Joseph Dube؛ زادهٔ ۱۵ فوریه ۱۹۴۴) وزنه‌بردار اهل ایالات متحده آمریکا بود.
وی در مسابقات کشوری و بین‌المللی در مجموع برندهٔ ۲ مدال طلا، ۲ مدال برنز شده‌است.